# 广东以色列理工学院
广东以色列理工学院（英語：Guangdong Technion-Israel Institute of Technology），简称广以，位于广东省汕头市，由汕头大学和以色列理工学院共同举办，是中华人民共和国第一所引进以色列高等教育资源的具有独立法人资格的中外合作大学，也是以色列理工学院位于中国广东省的校区，设有8个学系、10个专业。

## 历史沿革

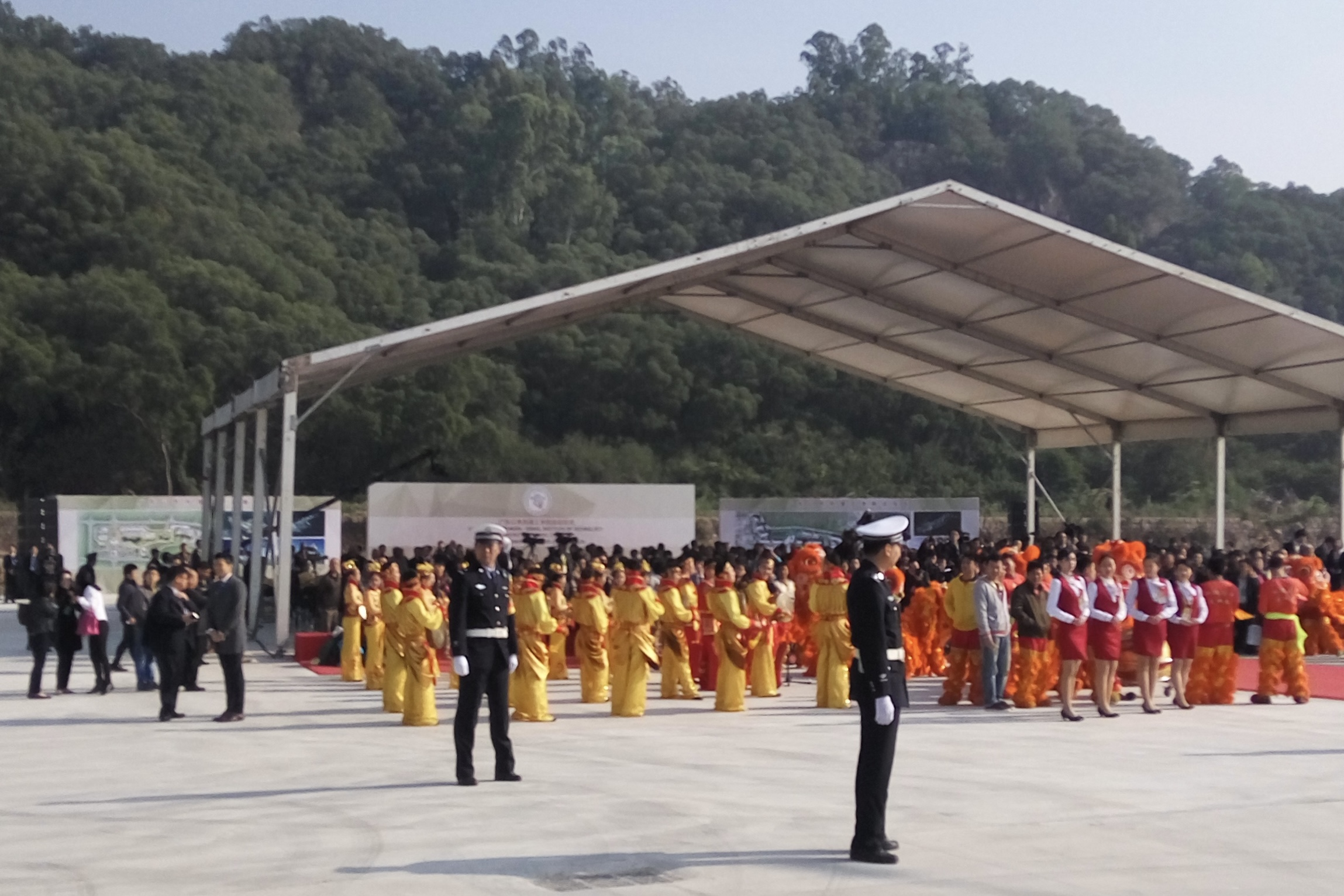
学院奠基仪式

2013年9月29日，汕头大学执行校长顾佩华与以色列理工学院院长佩雷茨·拉维签署协议，创建广东以色列理工技术学院，汕頭大學董事會名譽主席李嘉诚出席签约仪式并宣布为广东以色列理工技术学院的创建捐资1.3亿美元。
2015年12月16日，广东以色列理工学院（筹）奠基仪式在汕头大学举行，原中国证券监督管理委员会副主席、国务院发展研究中心副主任李剑阁研究员出任首任校长。
2016年12月7日，教育部发出《教育部关于批准正式设立广东以色列理工学院的函》，同意正式设立广东以色列理工学院。
2017年8月13日，广东以色列理工学院首年招收的222名学生入学；12月18日，广东以色列理工学院举行揭牌仪式，并将每年12月18日定为广东以色列理工学院校庆日。
2021年4月7日，中国科学院院士龚新高教授出任广东以色列理工学院第三任校长。
2024年12月31日，入选硕士学位授予立项建设单位。

## 管理架构

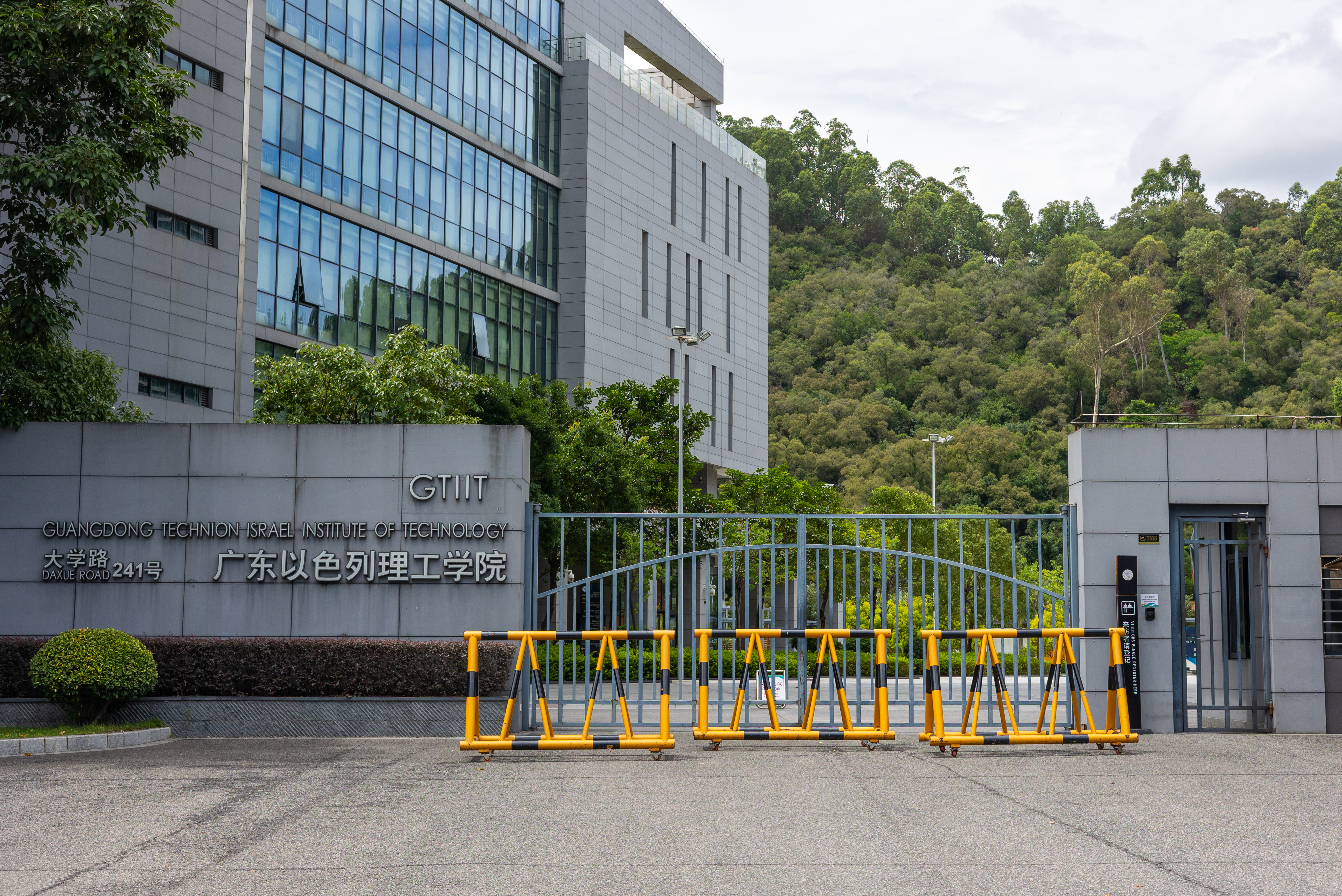
北校区正门

### 董事会
为确保实现世界一流研究型大学的建设目标，广以设立董事会，并作为学校的最高决策机构。董事会决定学校的一切重大事宜，并负责监督学校的运转，包括确保学校在教学和科研方面维持以色列理工学院的学术标准。
广以董事会由八名成员组成，其中四名由汕头大学任命，四名由以色列理工学院任命。董事会成员每届任期四年可以在重新任命后连任。董事会设主席和副主席各一名。以色列理工学院和汕头大学轮流享有任命和更换任期四年的董事会主席与副主席的权力。
| 董事会（第三届） | 董事会（第三届） | 董事会（第三届）                             |
| 职位             | 姓名             | 现任职务                                     |
| ---------------- | ---------------- | -------------------------------------------- |
| 主席             | Uri Sivan        | 以色列理工学院校长                           |
| 副主席           | 郝志峰           | 汕头大学党委副书记、校长                     |
| 董事             | 龚新高           | 广东以色列理工学院校长                       |
| 董事             | Rafi Aviram      | 以色列理工学院执行副校长兼总干事             |
| 董事             | 刘文华           | 汕头大学副校长                               |
| 董事             | 黄晖阳           | 汕头市人大常委会原副主任、汕头市教育局原局长 |
| 董事             | 齐揩华           | 以色列理工学院校长派驻广东以色列理工学院特使 |
| 董事             | Oded Rabinovitch | 以色列理工学院候任高级执行副校长             |

### 管理团队
| 现任领导                                     | 现任领导            |
| -------------------------------------------- | ------------------- |
| 校长                                         | 龚新高院士          |
| 以色列理工学院校长派驻广东以色列理工学院特使 | 齐揩华教授          |
| 常务副校长                                   | David Gershoni教授  |
| 副校长（学术事务）                           | Moris S. Eisen教授  |
| 党总支书记、副校长（学生事务）               | 林丹明教授          |
| 副校长、总干事                               | Yigal Cohen先生     |
| 副校长（发展事务）                           | 裔传萍博士          |
| 研究生院院长                                 | Moshe Eizenberg教授 |
| 本科生院院长                                 | Dganit Danino教授   |

### 历任校长
| 任数 | 姓名   | 任期                         | 备注                                                             |
| ---- | ------ | ---------------------------- | ---------------------------------------------------------------- |
| 1    | 李剑阁 | 2015年12月16日至2020年1月1日 | 曾任中国证券监督管理委员会副主席、国务院发展研究中心副主任       |
| 代理 | 刘文华 | 2020年1月1日至2021年4月7日   | 现任汕头大学副校长                                               |
| 2    | 龚新高 | 2021年4月7日至今             | 中国科学院院士，现任中国物理学会常务理事、复旦大学谢希德特聘教授 |

## 学系专业
广东以色列理工学院设有8个学系，开设10个本科专业。
- 材料科学与工程系
- 生物技术与食品工程系
- 化学工程系
- 化学系
- 环境科学与工程系
- 机械工程系
- 数学与计算机科学系
- 物理系

## 学校标志
广东以色列理工学院的校徽由以色列CastroNawy事务所设计，校徽采用三种元素——以色列理工学院、汕头大学和汕头，来代表广东以色列理工学院的理念。
校徽由白、蓝、金、红等几种元素组成，体现了各合作方的文化渊源及团结协作——希伯来字母“Tet”代表以色列理工学院，红色的金凤花、凤凰代表汕头大学。
廣東以色列理工學院的標誌，代表了各合作方的文化淵源及團結協作。希伯來字母“ט”（Teth）代表以色列理工學院，紅色的金鳳花、鳳凰代表汕頭大學。

## 教学
广东以色列理工学院的教学语言为英语，最终将设置涵盖工学、理学和生命科学三个领域的10个专业，在校学生规模达5000人。学校依法授予学士、硕士及博士学位，毕业生将获得广东以色列理工学院的毕业证书、学位证书，以及以色列理工学院的学位证书。

## 校园
广东以色列理工学院以大学路为界，校园分为北校区（一期校区）和南校区（二期校区），其中北校区目前已经投入使用，南校区已启动前期准备工作。

### 北校区

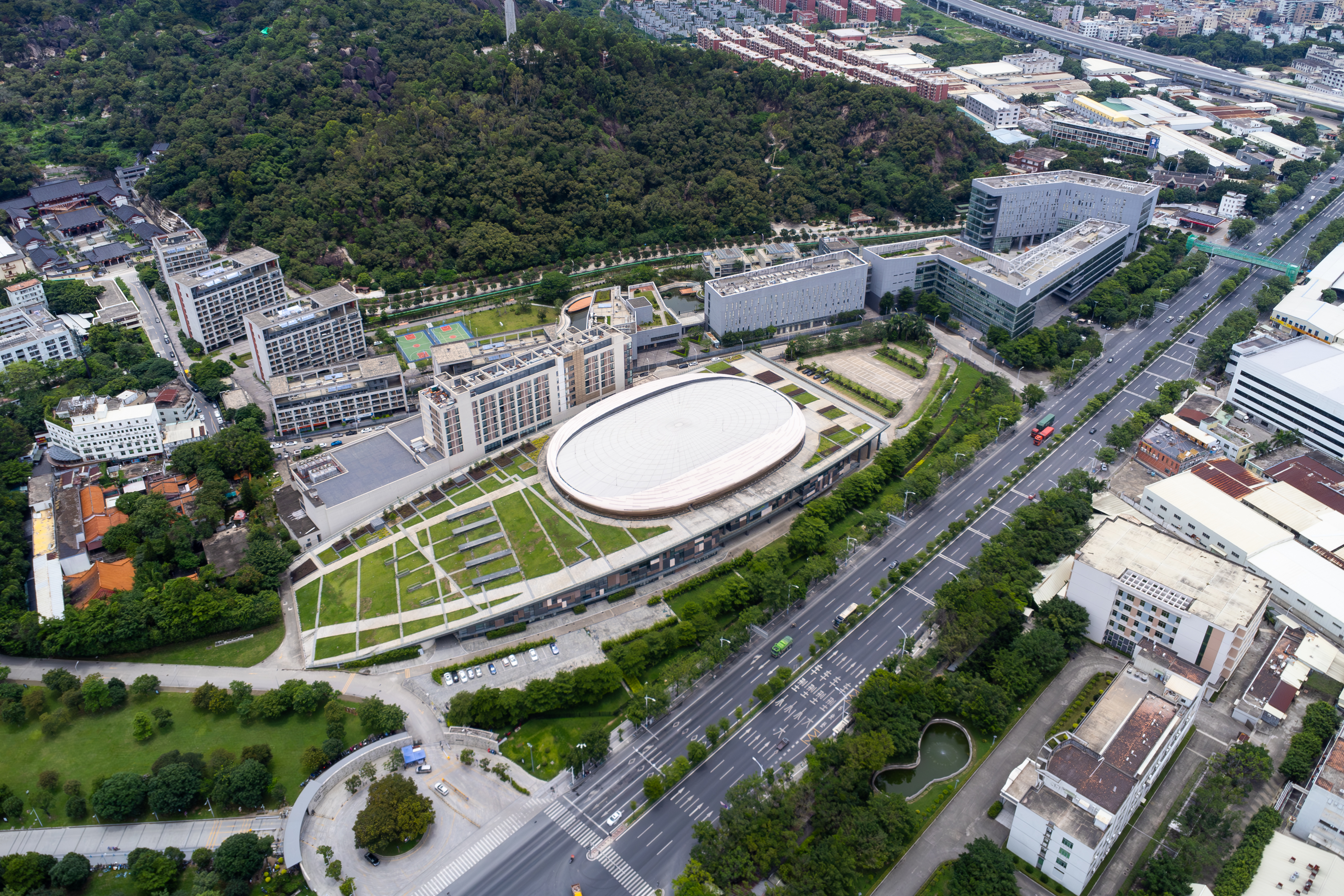
北校区及临近的汕头大学体育园

广东以色列理工学院北校区自2016年1月正式动工建设，2017年12月29日，北校区全面完成工程建设，并顺利通过竣工验收。
北校区（一期校区）用地狭长，方案由东至西依次布置了科研楼、行政大楼、教学楼、教学实验楼、食堂、学生宿舍、教工宿舍。这样的规划布局既与地形相结合，也符合大学校园的功能流线要求。
教工宿舍有2栋，设计为多种不同面积的套间，供不同规模的家庭使用。学生宿舍共4幢，共计274间宿舍，可供1060名学生居住。住宿标准是本科生2人一间，即4人共用一个套间。每个套间内配备了开放式厨房及独立卫生间。在生活区设有两个运动场，羽毛球场设在教工宿舍北侧，篮球场设在学生宿舍C东侧。

### 南校区

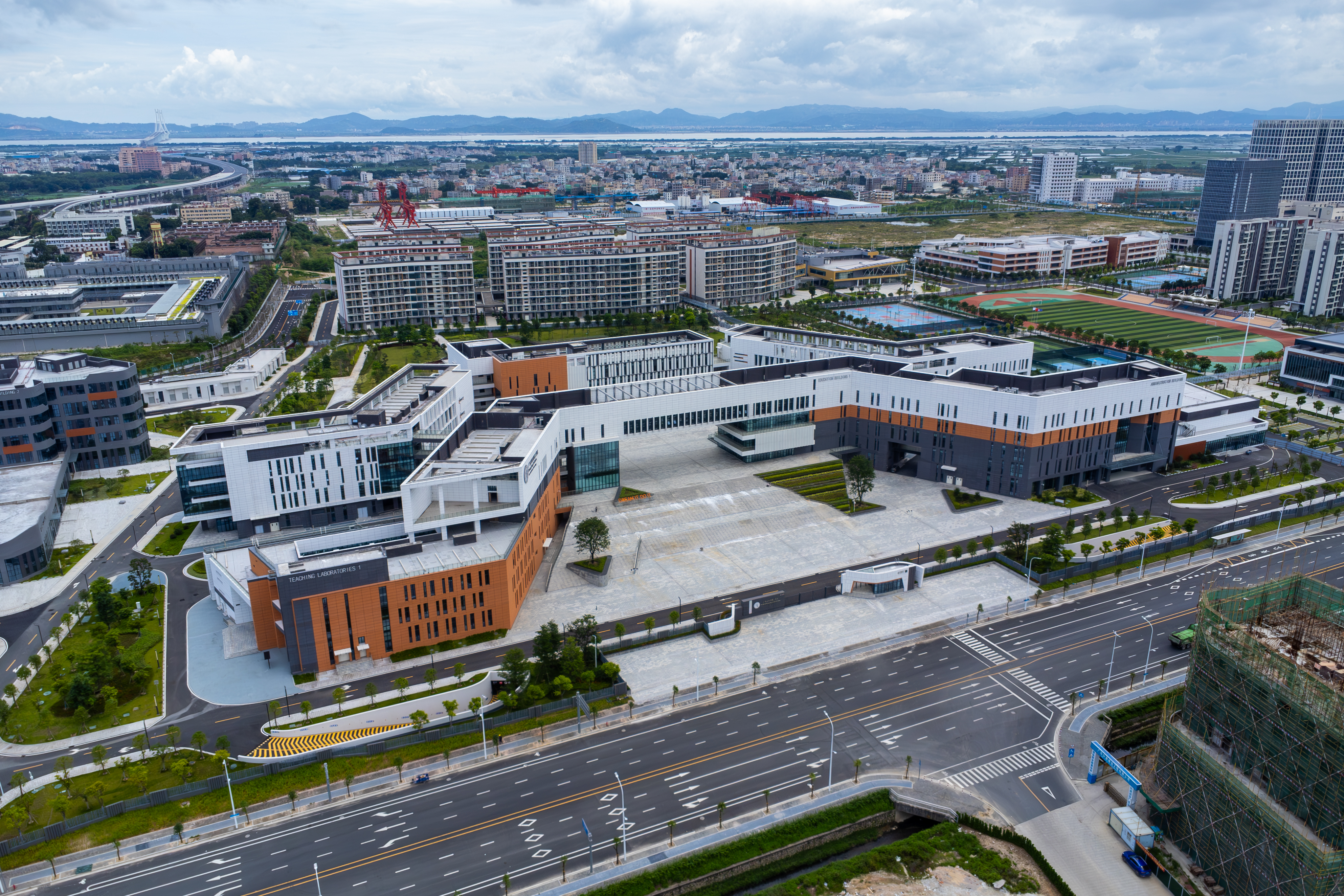
南校区

南校区布局由华南理工大学建筑设计研究院何镜堂院士团队设计，汕头测绘研究院将进行地形图测绘。已完成并开放部分区域，建成后将成为广东以色列理工学院的主校区。分四期建设。

## 相关院校
- 以色列理工学院
- 汕头大学